# NGC 1034
NGC 1034 (również PGC 9991) – galaktyka nieregularna (I), znajdująca się w gwiazdozbiorze Wieloryba. Odkrył ją Francis Leavenworth 12 listopada 1886 roku.